# Chalcoscirtus molo
Chalcoscirtus molo är en spindelart som beskrevs av Yuri M. Marusik 1991. Chalcoscirtus molo ingår i släktet Chalcoscirtus och familjen hoppspindlar. Inga underarter finns listade i Catalogue of Life.